# Метславір
Метславір (нід. Metslawier, фриз. Mitselwier) — село в нідерландській провінції Фрисландія. Входить до муніципалітету Північно-Східна Фрисландія.
Його площа становить 12,15 км², а населення станом на 2021 рік складало 1 420 осіб.
Перша згадка про населений пункт датується 1417 роком.